# Liste der Kulturdenkmale in Magdala
In der Liste der Kulturdenkmale in Magdala sind alle Kulturdenkmale der thüringischen Stadt Magdala (Landkreis Weimarer Land) und ihrer Ortsteile aufgelistet (Stand: 26. April 2012).

## Magdala
Denkmalensemble
| Bild            | Bezeichnung              | Lage    | Datierung | Beschreibung | ID |
| --------------- | ------------------------ | ------- | --------- | ------------ | -- |
| Fotos hochladen | Markt/Breitenstraße mit: | (Karte) |           |              |    |

Einzeldenkmale
| Bild                           | Bezeichnung                                 | Lage                             | Datierung | Beschreibung                           | ID |
| ------------------------------ | ------------------------------------------- | -------------------------------- | --------- | -------------------------------------- | -- |
| weitere Bilder Fotos hochladen | Kirche                                      | (Karte)                          |           |                                        |    |
| Fotos hochladen                | Gedenkstätte für sechs unbekannte Häftlinge | Friedhof (Karte)                 |           |                                        |    |
| Fotos hochladen                | Wohnhaus                                    | Am Anger 6 (Karte)               |           |                                        |    |
| Fotos hochladen                | Feldscheune/ehem. Schafstall                | Auf der oberen Pinkau            |           |                                        |    |
| Fotos hochladen                | ehemaliger Edelhof                          | Breitenstraße 2 (Karte)          |           |                                        |    |
| Fotos hochladen                | Flutrinne                                   | Flur 1, Flurstück 211/1          |           |                                        |    |
| Fotos hochladen                | Brücke am Pfingstbach                       | Flur 1, Flurstück 223/2; 227/8   |           |                                        |    |
| Fotos hochladen                | Reste der Wasserburg                        | Hinter dem Markt                 |           | Wasserburg Magdala Infotafel eingefügt |    |
| weitere Bilder Fotos hochladen | Rathaus                                     | Markt 1 (Karte)                  |           |                                        |    |
| Fotos hochladen                | ehemalige Wiesenmühle                       | Richard-Wagner-Straße 14 (Karte) |           |                                        |    |
| Fotos hochladen                | ehemalige Ölmühle                           | Richard-Wagner-Straße 16 (Karte) |           |                                        |    |
| Fotos hochladen                | Wohnhaus und Tor                            | Schulstraße 14 (Karte)           |           |                                        |    |
| weitere Bilder Fotos hochladen | Pfarrhaus mit Wirtschaftsgebäude            | Schulstraße 18 (Karte)           |           |                                        |    |
| Fotos hochladen                | Spitalbrücke                                | Ortslage                         |           |                                        |    |

## Göttern
Denkmalensemble
| Bild            | Bezeichnung                     | Lage                          | Datierung | Beschreibung | ID |
| --------------- | ------------------------------- | ----------------------------- | --------- | ------------ | -- |
| Fotos hochladen | Am Anger mit: Gehöften Nr. 6–16 | Koordinaten fehlen! Hilf mit. |           |              |    |

Einzeldenkmale
| Bild                           | Bezeichnung                   | Lage                  | Datierung | Beschreibung | ID |
| ------------------------------ | ----------------------------- | --------------------- | --------- | ------------ | -- |
| weitere Bilder Fotos hochladen | Kirche mit Kirchhof           | (Karte)               |           |              |    |
| Fotos hochladen                | Gedenkstätte für KZ-Häftlinge | Friedhof              |           |              |    |
| Fotos hochladen                | Brücke über die Magdel        | Dorfstraße            |           |              |    |
| Fotos hochladen                | Gehöft, ehemalige Dorfmühle   | Dorfstraße 1          |           |              |    |
| Fotos hochladen                | Gehöft                        | Dorfstraße 21 (Karte) |           |              |    |
| Fotos hochladen                | Wohnhaus und Hofmauer         | Dorfstraße 36 (Karte) |           |              |    |
| Fotos hochladen                | Gehöft (ehemaliger Pfarrhof)  | Dorfstraße 39 (Karte) |           |              |    |
| Fotos hochladen                | Wegweiser                     | Dorfstraße            |           |              |    |

## Maina
Einzeldenkmale
| Bild                           | Bezeichnung            | Lage                          | Datierung | Beschreibung | ID |
| ------------------------------ | ---------------------- | ----------------------------- | --------- | ------------ | -- |
| weitere Bilder Fotos hochladen | Kirche                 | (Karte)                       |           |              |    |
| Fotos hochladen                | stillgelegter Friedhof | Koordinaten fehlen! Hilf mit. |           |              |    |

## Ottstedt bei Magdala
Einzeldenkmale
| Bild                           | Bezeichnung         | Lage        | Datierung | Beschreibung | ID |
| ------------------------------ | ------------------- | ----------- | --------- | ------------ | -- |
| weitere Bilder Fotos hochladen | Kirche mit Kirchhof | (Karte)     |           |              |    |
| Fotos hochladen                | Gehöft              | Haus Nr. 10 |           |              |    |

## Quelle
- Denkmalliste Landkreis Weimarer Land. (PDF; 929 kB) weimarerland.de

- Karte mit allen Koordinaten:
- OSM |
- WikiMap